# 1. FC Sarrebruck (féminines)
Actualités
Le 1. FC Sarrebruck est un club de football féminin situé à Sarrebruck dans le Land de la Sarre en Allemagne. C'est la section féminine du 1. FC Sarrebruck.
Son équipe première évolue régulièrement en Frauen Bundesliga, la première division allemande : de 1997 à 2002, en 2003-2004, en 2007-2008 et entre 2009 et 2011.

## Historique
La section est créée en 1997 sur la base de l'équipe féminine du VfR 09 Saarbrücken, qui participe en 1982 à la première division allemande et est membre fondateur de la nouvelle Bundesliga créée en 1990. Lorsqu'en 1997 la Bundesliga devient à poule unique, le VfR 09 Sarrebruck se qualifie directement. La section féminine rallie le rival local, du 1. FC Sarrebruck, et séjourne jusqu'en 2002 en première division.
Le club fera dès lors l'ascenseur entre la première et la deuxième division, participant même à une finale de Coupe d'Allemagne en 2008 contre le 1. FFC Francfort. À partir de 2012 le 1.FC Sarrebruck s'établit dans la 2.Bundesliga.

## Palmarès
- Coupe d'Allemagne :
  - Finaliste : 2008
- Championnat 2.Bundesliga
  - Champion Groupe Sud: 2007, 2009